# کنسرت اروپا

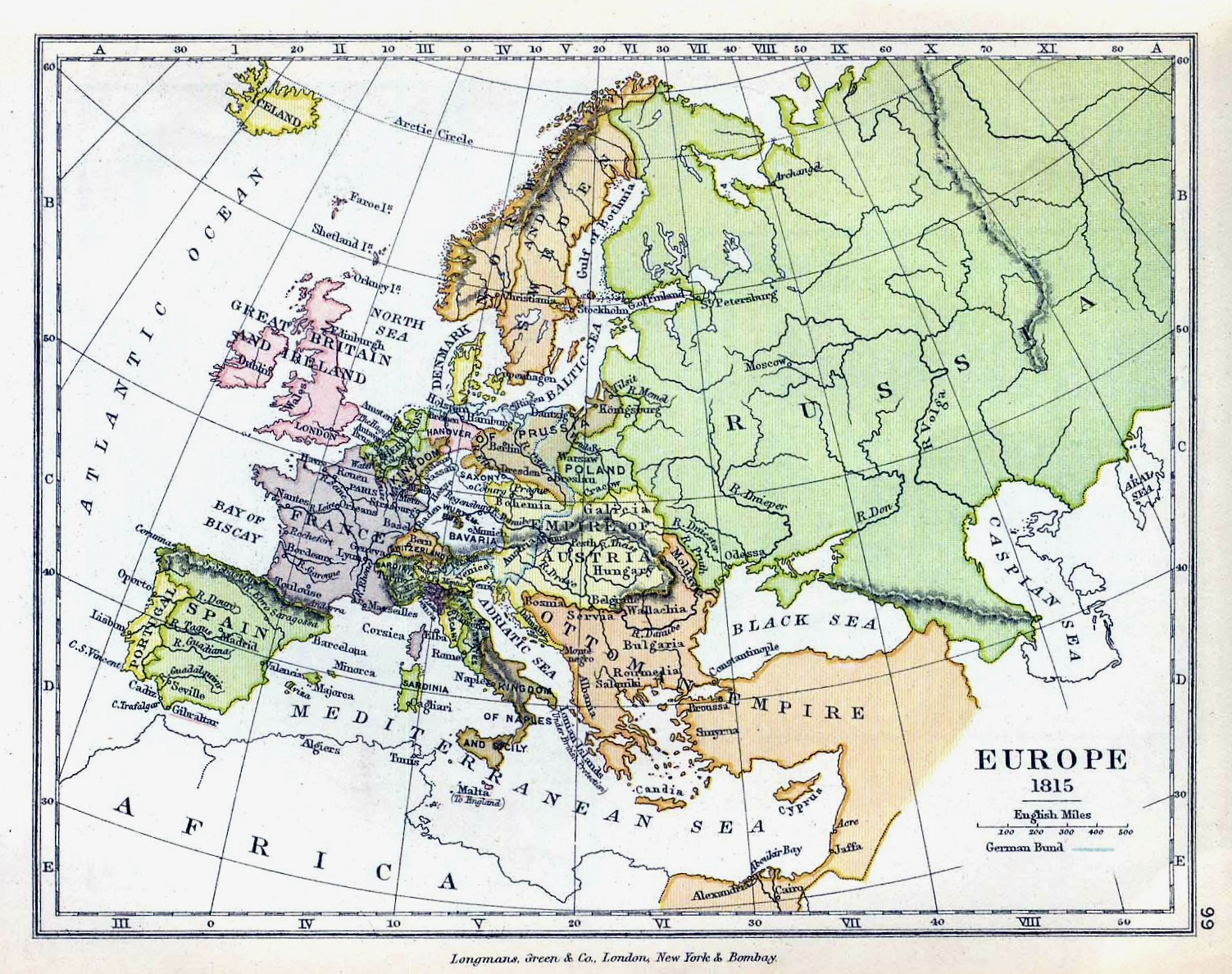
تصویری از جغرافیای اروپا

کنسرت اروپا به توافق و هماهنگی ابرقدرتهای اروپایی یعنی کشورهای روسیه، اتریش، پروس و بریتانیا گفته می‌شود. هدف از کنسرت حفظ تمامیت ارضی کشورها و پایداری توازن قدرت در اروپا بود و این حق و مسئولیت را به قدرتهای بزرگ میداد تا با اعمال قدرت و نظر جمعی خود در امورداخلی سایر کشورها و نیز واکنش دادن به اقدامات جاه طلبانه قدرتهای دیگر اهداف مذکور را عملی سازند.
مفهوم کنسرت اروپا برای اولین بار پس از شکست ناپلئون و حضور نمایندگان کشورهای اروپایی در پی کنگره وین (۱۸۱۵–۱۸۱۴) مطرح شد و تا زمان جنگ جهانی اول نیز در تعیین قواعد و معاهده های بین المللی و مرزبندی کشورهای اروپا و جهان نقش ایفا کرد.

## برپایی کنسرت
کنگره وین مهم‌ترین گردهمایی نمایندگان قدرت‌های اروپایی پس از پیمان وستفالی بود. فاتحان جنگ‌های ناپلئونی با توافق در این کنگره نظم جدیدی را برقرار کرده و به آن مشروعیت و قدرت اجرا دادند.
اهمیت کنگره وین در این بود که نظمی که به تصویب رساند بر پایه دو اصل بود:
1. پنج قطب قدرت که از پیمان وستفالی در ۱۶۴۸ تا پایان جنگ‌های هفت ساله در ۱۷۶۳ شکل گرفته بودند.
2. موازنه قوا که به عنوان یک اصل گریزناپذیر پذیرفته شده بود.

مورخ فرانسوی ژاک دروز علل تشکیل کنگره وین را خستگی اروپا از جنگ و نیاز فوری به صلح پس از یک ربع قرن آشفتگی و زورگویی ذکر می‌کند. شالوده نظمی که در کنگره وین پی‌ریزی شد کار لرد کاسلری، وزیر خارجه بریتانیا و مترنیخ، وزیر خارجه اتریش بود که به گفته کیسینجر اولی آن را طرح کرد و دومی به آن مشروعیت بخشید.

## اهداف کنسرت
این کنسرت به منظور تطبیق نظام موازنهٔ قوا و جلوگیری از جاه طلبی‌های ناپلئونی در اروپای قرن نوزدهم پی ریزی گردید.
اهداف اصلی این اتحاد، وحدت تمامی دولت‌ها، زیر رهبری کشورهای بزرگ اروپایی، مشروعیت بخشیدن به پادشاهی، تنظیم امور مختلف اروپا و سرکوب مخالفینی بود که از انقلاب فرانسه الهام می‌گرفتند.
با این وجود عملا بنا به دلایلی (از جمله شیوه ی تصمیم گیری در این کنفرانس ها که بر پایه ی اتفاق آرا بود و معمولا منجر به شکست کنفرانس میشد) به اهداف خود برسند و بین سال های 1818 تا 1822 تنها 4 کنفرانس تشکیل شد که به شرح زیر میباشند : 1-کنفرانس آکس لاشاپل 2-تروپو 3-لیناخ 4-ورونا

## ویژگی‌های کنسرت
مهم‌ترین ویژگی کنسرت اروپا انحصار قدرت در دست کشورهایی بود که کشورهای ضعیف را در اتحاد خود راه نداده و برای نخستین بار از لقب «قدرت‌های بزرگ» برای خود بهره جستند. بدین معنی که این کشورها حقوق و امتیازهای بیش تری برای خود در عرصهٔ اروپا قائل شدند و مسئولیت حفظ نظم بین‌المللی و اصطلاحاً «پلیس جهان» بودن را بر عهده گرفتند. سیستم کنسرت اروپا که بر پایه برتری کشورهای قدرت‌مند استوار بود، پس از آن به عنوان مدلی برای رکن اجرایی سازمان‌های بین‌المللی به ویژه شورای امنیت سازمان ملل متحد مورد استفاده قرار گرفت. چنان‌که در حال حاضر قدرت‌های بزرگ از امتیازاتی هم چون حق وتو در شورای امنیت برخوردار هستند.

## بازدارندگی کنسرت
بر اساس این کنسرت هرگاه کشوری توافقات کنگره وین را نقض می‌نمود با واکنش هماهنگ سایر قدرت‌ها روبرو می‌شد.
این کنسرت اروپایی تا پایان قرن نوزدهم با تمام تحولاتی که در روابط کشورهای اروپایی پدیدار شد تداوم یافت. از جمله بازدارندگی‌های این کنسرت می‌توان به تمایل فرانسه برای پیوست کردن بلژیک در سال ۱۸۳۰ اشاره کرد که با واکنش سایر قدرت‌ها روبرو گردید. یا در ۱۸۳۹ گیرودار جنگ مصر و عثمانی، کشورهای اروپایی سلطان محمود دوم را مجبور کردند وساطت اروپا را پذیرفته و حل مسائل را به کنفرانسی مرکب ار سفرای پنج کشور بزرگ احاله کند. هم چنین در سال ۱۸۵۳ در جنگ‌های کریمه سه قدرت بریتانیا، فرانسه و اتریش در برابر توسعه طلبی روسیه به‌طور هماهنگ ایستادگی کردند. حتی می‌توان کنگره برلین را در سال ۱۸۷۸ برای جلوگیری از توسعه نفوذ روسیه در بالکان و کنفرانس پکن در سال ۱۸۹۵ برای جلوگیری از نفوذ ژاپن در منچوری را نیز نشانه‌هایی از حاکمیت و اثرپذیری کنسرت اروپا بر روابط کشورها دانست.